# Совет народных комиссаров ДКСР
Совет народных комиссаров ДКР — высший орган власти Донецко-Криворожской республики.
Донецко-Криворожская республика была провозглашена 11 февраля 1918 года на четвёртом областном съезде Советов рабочих депутатов Донецкого и Криворожского бассейнов в Харькове. Тот же съезд поручил Областному комитету Советов рабочих депутатов Донецко-Криворожского бассейна образовать Совет народных комиссаров ДКР. 14 февраля 1918 года обком создал Совет народных комиссаров Донецко-Криворожской республики.

## Реакция на создание и оценка деятельности
Редакция газеты «Наш юг»:

Новый Харьковский Донецкий Совет Народных Комиссаров в двух отношениях выгодно отличается от ВУЦИК. Во-первых, она состоит из местных жителей, знакомых с положением нашей области и города. Опыт показывает, что такие люди проявляют в борьбе с буржуазией и ее "приспешниками" чуть большую осторожность и рассудительность, чем всевозможные приезжие гастролеры... Наконец нынешняя Рада является органом, созданным рабочей организацией — правомочным съездом Советов Донецкого бассейна.— Наш Юг, 21 февраля 1918 года.

В общем Совнарком Донецкой республики проявлял значительную жизненность и крепкую энергию.
— Антонов-Овсеенко В. А. Записки о Гражданской войне. Том 2, С. 108.

## История

### Харьковский период
IV областной съезд Советов рабочих депутатов Донкривбасса постановил:

Чтобы установить Советскую власть и объединить деятельность Советов в области, IV съезд постановляет избрать областной комитет и областных комиссаров во всех отраслях местной общественной жизни.
В этот же день была опубликована Первая декларация Совета народных комиссаров.
На первом заседании обкома, который состоялся 14 февраля, были избраны члены Совета народных Комиссаров ДКР. Рубинштейн отказался участвовать в выборах правительства ДКР. А Голубовский заявил, что вопрос об участии эсеров в СНК будет передано на рассмотрение его партии.
- Председатель Совета народных комиссаров — Артём (Ф. А. Сергеев).
- Народный комиссар по делам внутреннего управления — С. Ф. Васильченко.
- Народный комиссар по делам финансов — В. И. Межлаук.
- Народный комиссар труда — Б. И. Магидов.
- Народный комиссар народного просвещения — Н. П. Жаков.
- Народный комиссар по судебным делам — В. Г. Филов.
- Народный комиссар по военным делам — Н. Л. Рухимович.
- Народный комиссар госконтроля — А. З. Каменский.

Есть сведения о заместителе наркома НКВД ДКРР Крюкове С. К.
За эсерами закреплялись посты комиссаров земледелия, врачебно-санитарных дел, по управлению недвижимым имуществом и попечительства. 11 марта на пост наркома почт и телеграфов был назначен большевик Иннокентий Кожевников. Десятым членом правительства можно считать Варейкиса который занимал пост секретаря обкома.
Хотя, как видно из протокола, обкому эсеров предлагали занять посты, они долго колебались по этому поводу. 17 февраля эсеры провели заседание своей партии, где специально обсуждался вопрос о вхождении в правительство республики. После бурных дискуссий небольшим перевесом в 11 голосов против 9, 1 воздержался, приняли резолюцию Черненко о вхождении в правительство ДКР. Но лишь в начале 20 чисел марта, после долгих партийных собраний, эсеры объявили что в Совнаркоме республики участвовать не будут из-за отсутствия представительства крестьян.
На первом же своем заседании Совнарком принял Декларацию о своей деятельности на ближайший период, в которой утверждалось, что одной из основных задач является: «Установление революционного правопорядка в Советской республике Донецкого и Криворожского бассейнов. Установление организованной планомерности в экономической и хозяйственной жизни. Организация, развитие и подъём народного образования и культуры, приспособления ее к жизни социалистического общества».
Через четыре дня после первого заседания Жаков доложил обкому о начальных шагах Совнаркома: «Народные комиссара выработали обращение к населению, разработали проект налога на посетителей кафе, ресторанов и отелей, постановили обязать А. Йозефіча отменить размещенную в доме Южного края домовую церковь».
Вскоре заседания стали достаточно регулярными и продуктивными, активно начали издавать декреты и законы. 1-4 марта 1918 Совнарком ДКР даже выпустил две книги «Собрание узаконений и распоряжений рабочего и крестьянского правительства республики Советов Донецкого и Криворожского бассейнов». Одна из книг хранится в Харьковском историческом музее.
В связи с участием Артема во Всеукраинском съезде Советов, в правительстве ДКР возник правительственный кризис. Попытки объединить ДКР с Украиной привели к отставке трёх влиятельных деятелей правительства — Васильченко, Филова и Жакова. Их коллективное заявление об отставке поступило 29 марта. 30 марта Нарсекретариат Украины выдал такое сообщение: «Вчера заявили о своей отставке наркомы Донецкой республики Васильченко, Жаков и Филов. Мотивы пока неизвестны. Можно предположить, что отставка состоялась в связи с тем, что их товарищи по Совнаркому не поддержали вопрос о переселении монахов из Покровского монастыря в Куряжского».
31 марта партийные собрания потребовали от них оставаться на своих местах, в противном случае им обещали назначить партийный суд не останавливаясь даже перед исключением из партии.
В субботу 6 апреля, в 21.45 началось последнее заседание Совета Народных комиссаров. Открыл заседание нарком ДКР Магидов, позже к Совету присоединились Артем, Рухимович, Кин и Сурик. Харьковские журналисты описали трогательные сцены с этого мероприятия словами: «прошло под флагом примирения непримиримых». Напоследок Артём высказал свою позицию относительно Центральной рады:
«Рада, что вторглась в пределы Донецкой республики, предлагает Советской власти прекратить братоубийственную войну, Совет считает демократическим миром такой мир, когда территория нашей республики будет наводнена войсками Рады, и воля народа будет раздавлена силой немецких штыков. Но мира без признания Донецкой республики обеими сторонами быть не может».
В 23.00 пленум Харьковского совета завершился пением «Интернационала».
7 апреля правительство покинуло Харьков.

### Луганский период
После прибытия в Луганск, 9 апреля руководство ДКР провело реорганизацию собственного состава, вызванную несколькими обстоятельствами — часть народных комиссаров была привлечена на фронте, оппозиционеры выбыли из состава, да и присутствие в Луганске требовала включить местных политиков.
Обновленный состав правительства выглядел следующим образом:
- Председатель и нарком иностранных дел — Артём
- заместитель председателя, комиссар без портфеля — Ю. Лутовинов
- управляющий делами Совнаркома — А. Повзнер;
- нарком военных дел — М. Рухимович
- нарком финансов — В. Межлаук
- нарком контроля — А. Каменский;
- нарком труда — Б. Магидов
- нарком продовольствия — И. Алексеев
- нарком управления — И. Якимович;
- нарком юстиции — А. Червяков;
- нарком народного просвещения — Я. Истомин;
- нарком земледелия — Ханзон;
- нарком общественного имущества — А. Пузырев;
- нарком путей сообщения и профсоюзов — Котов;
- нарком гспризрения — Молдавский;
- нарком почт и телеграфов — А. Осипович.

В Луганске было создано многопартийное правительство. Повзнер принадлежал к меньшевистской партии, а Ханзон и Молдавский — к левым эсерам.
Расширенное заседание Совнаркома ДКР постановило объединить все вооруженные силы в одну армию.
Правительство ДКР находилось в Луганске с 9 по 28 апреля 1918 года.
Последним населённым пунктом ДКР для Совнаркома стала станция Миллерово. После прибытия туда Артём снова созвал заседание Совнаркома ДКР.
Антонов-Овсеенко вспоминает Шахрая Василия Матвеевича как Комиссара по национальным делам Донецкой республики. 1 апреля нарком по национальным делам Сталин связался с Шахраем, который находился в Ростове на Дону, он спрашивал, получил ли Совнарком ноту Голубовича с предложением мира.

### Правительство в эмиграции
28 апреля правительство ДКР во главе с Артёмом выехало из Луганска. 4 мая правительство ДКР выбыло за пределы республики. На этом моменте историки заканчивают историю ДКР, но Николай Скрипник признавал: «Правда, Совнарком Криворожско-Донецкой республики, который был создан в январе 1918 года, существовал ещё и в дальнейшем». Он тут же добавил: «Но только формально; все его работники были командированы на места, а вскоре этот Совнарком совсем растаял». Некоторые наркоматы ДКР продолжали действовать еще в конце мая, источники сообщают о ликвидации СНК ДКР в июне 1918 года.
Официальное решение о роспуске и прекращении деятельности правительства ДКР никто никогда не принимал.

## Комиссариаты
- Народный комиссариат по делам внутреннего управления ДКР
- Народный комиссариат по делам финансов ДКР
- Народный комиссариат труда ДКР
- Народный комиссариат народного просвещения ДКР
- Народный комиссариат по судебным делам ДКР